# Alcalus baluensis
Alcalus baluensis es una especie de anfibios de la familia Ceratobatrachidae.

## Distribución geográfica
Es endémica de Borneo (Brunéi, Kalimantan y Malasia Oriental).  

## Estado de conservación
Se encuentra amenazada por la pérdida de su hábitat natural.